# Guadalupe (Zacatecas)
Guadalupe es una localidad en el estado de Zacatecas, México. Se encuentra en la región centro del estado y es cabecera del municipio homónimo. Además, con una población de 170 029 habitantes, es la ciudad más poblada del estado, y con la ciudad de Zacatecas y localidades aledañas forma una zona metropolitana.
El 1 de agosto de 2010, fue inscrito el Camino Real de Tierra Adentro por la Unesco en la lista del patrimonio mundial, siendo el ex Colegio Apostólico de Propaganda Fide de Nuestra Señora de Guadalupe, uno de los sitios del itinerario cultural que alcanzó este título, por su riqueza arquitectónica y aportación en la evangelización del septentrión novohispano.
El 30 de junio de 2015 el poder legislativo del estado de Zacatecas aprobó que la ciudad de Guadalupe sea declarada como ciudad histórica, título que entró en vigencia el jueves 3 de septiembre de ese mismo año tras su promulgación en el decreto número 400 publicado en el Periódico Oficial del Estado de Zacatecas.
El 11 de octubre de 2018, en la Quinta Feria Nacional de Pueblos Mágicos realizada en la ciudad de Morelia, Michoacán, Guadalupe recibió la incorporación al programa de Pueblos Mágicos, siendo el sexto en contar con esta inscripción en el estado.

## Historia

### Época prehispánica
Hasta antes de la llegada de los españoles (1546), los territorios de la ciudad eran coto de caza, además de recolección de frutos por parte de pueblos indígenas seminómadas de la región como los zacatecos y los guachichiles.

### Época virreinal
El territorio que actualmente ocupa la ciudad de Guadalupe, se comenzó a poblar luego del descubrimiento de las minas de los zacatecas en 1546, con el establecimiento de haciendas, ranchos y huertas que abastecían de ganado y víveres a la Muy Noble y Leal Ciudad de Nuestra Señora de los Zacatecas.
Al no existir un acto protocolario de fundación de un pueblo, se toma como referencia del año de fundación el antecedente más remoto sobre posesión de tierras, de acuerdo a últimas investigaciones, es el año de 1555, cuando Pedro de Ahumada Sámano obtiene un sitio de estancia de ganado menor a tres cuartos de legua de las minas de Zacatecas, camino a México, sitio que sería conocido como San Nicolás de los Campos, situado donde actualmente se encuentran las colonias Arboledas, Campo Bravo y el Carmen.
No obstante, hay versiones que datan el origen en el otorgamiento por parte de la Real Audiencia de Guadalajara, de una merced de tierra a Gonzalo de Cabañas en 1575 del territorio que ocupó la hacienda de Bernárdez; así como la expedición de una merced en julio de 1578 al español Diego Chávez de Montoro, del sitio donde se encuentra el centro histórico de la ciudad de Guadalupe.

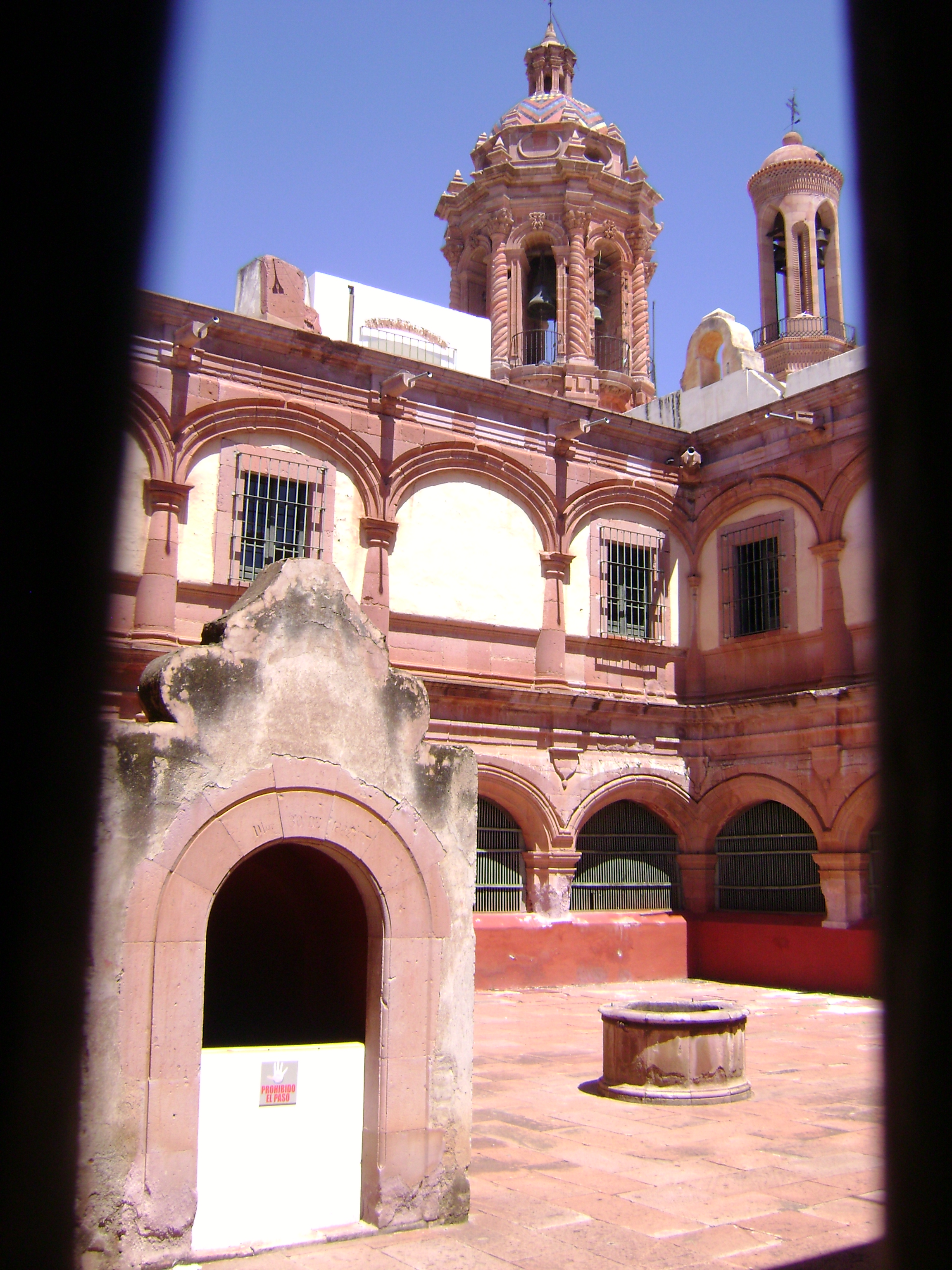
Patio del Colegio Apostólico de Propaganda Fide de Nuestra Señora de Guadalupe.

Jerónima de Castilla viuda de Diego de Melgar, cede una capilla dedicada a la Virgen del Carmen, situada a extramuros de la ciudad de Zacatecas, la que se encontraba en ruinas, además las tierras necesarias para la construcción de nuevo santuario dedicado a la Virgen de Guadalupe, a semejanza del edificado en la Ciudad de México. Otorgándose la licencia eclesiástica para este fin el 16 de enero de 1677.
Los franciscanos fundaron un hospicio de recolección en el mismo lugar donde se encontraba la capilla llevando el nombre de Nuestra Señora de Guadalupe. Posteriormente, tras obtener en enero de 1704 la cédula real por parte del rey Felipe V de España, el 12 de enero de 1707 se fundó el Colegio Apostólico de Propaganda Fide de Nuestra Señora de Guadalupe por los religiosos franciscanos Antonio Margil de Jesús, José de Castro, José Guerra, Alonso González, Pedro Franco, José de San Francisco, entre otros; con la obra misional de este Colegio, Guadalupe adquirió gran fama y reputación, ya que éste fue Centro de Propaganda Fide para la promoción de la fe cristiana, para una gran porción de la zona norte del Virreinato de Nueva España y gran parte los estados del sur de lo que hoy son los Estados Unidos.

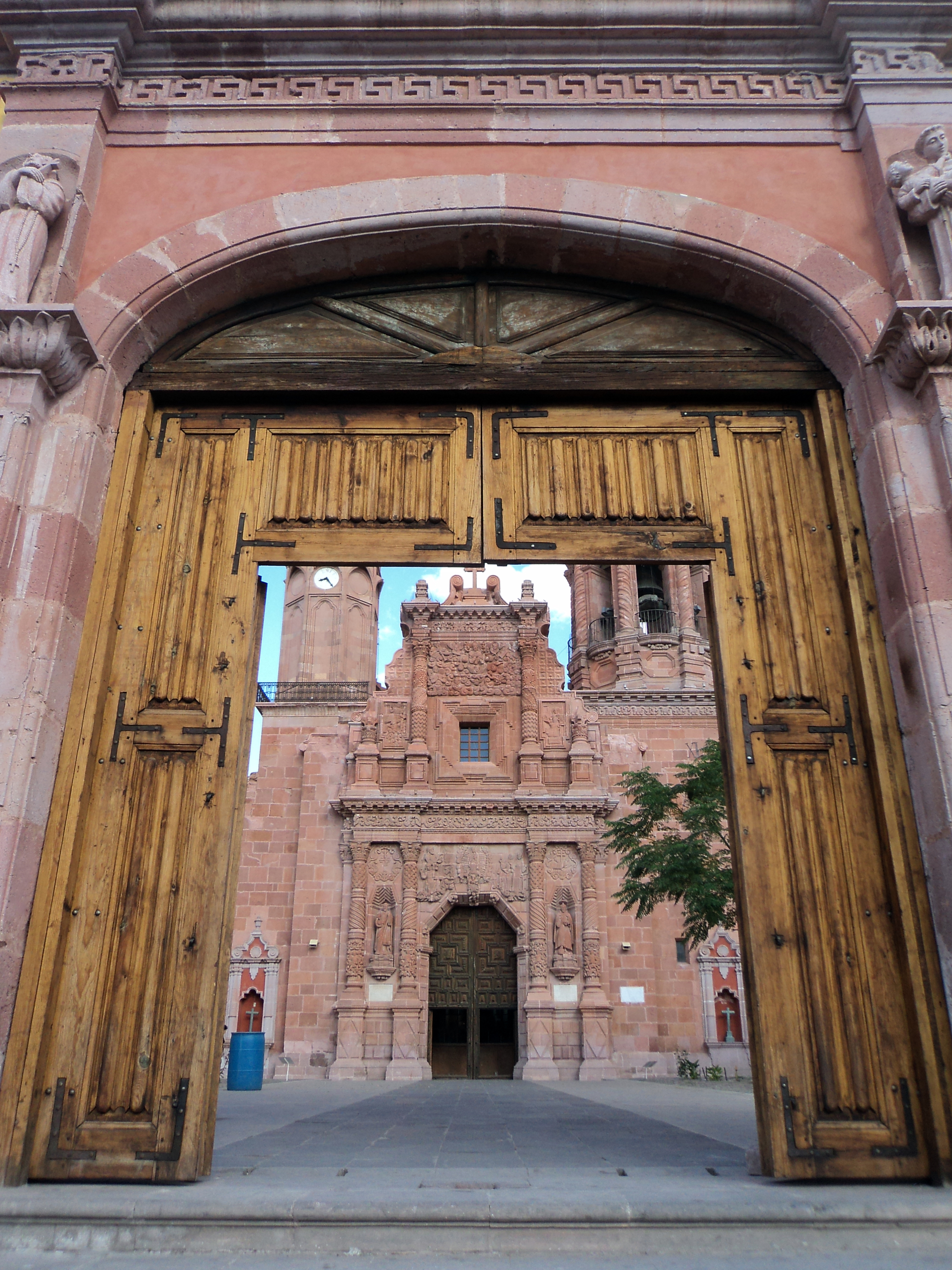
Pórtico Colegio Apostólico de Propaganda Fide de Guadalupe Zacatecas.

En el año de 1798, emigraron gente de Zacatecas y reconstruyen haciendas de beneficio en fundición de metales, entre las que se encuentran las de Bernárdez, San Francisco de Herrera, la Granja, La Florida, Begonia y del Carmen, en esta época comenzó a surgir el comercio con la familia Rodríguez y es entonces cuando surge la construcción de edificios fastuosamente decorados y a ocupar empleados en ranchos.

### SigloXIX
Durante el movimiento de independencia de México, por su ubicación geográfica, el municipio de Guadalupe fue escenario de diversos acontecimientos de relevancia, del 27 de enero al 5 de febrero de 1811, tras la derrota de la Batalla del Puente de Calderón y el despojo del mando militar de la insurgencia en la hacienda de Pabellón, en su despliegue hacia el norte de México, se alojó durante 10 días a Miguel Hidalgo y Costilla. Este hecho originó la composición musical "Las Mañanas de Hidalgo", que se considera como uno de los antecedentes más antiguos del corrido en México.
El 13 de abril de 1811 fallece el primer intendente insurgente de la provincia de Valladolid, José María Anzorena. En el ámbito local destaca la figura de José María Rodríguez quien, junto con el cura Antonio Torres y Víctor Rosales, conspiraban para entregar la capital. Hecho prisionero Rodríguez fue condenado a muerte, siendo fusilado y decapitado el 3 de octubre de 1814, colocando su cabeza en un palo con el fin de que sirviera de escarmiento.
El 13 de noviembre de 1821, Guadalupe, que hasta entonces formaba parte del territorio de la ciudad de Zacatecas, se erige en ayuntamiento bajo la normatividad de la Constitución de Cádiz. Sin embargo, en 1825 fue derogado al rango de junta congregacional, siendo hasta 1829 en que se instituye nuevamente como ayuntamiento conforme a las disposiciones de la Constitución Política del Estado de Zacatecas.
En 1845 la Asamblea Departamental de Zacatecas le concede a la cabecera municipal el título de Villa de Guadalupe de Rodríguez. El presidente de la república, Benito Juárez García, estableció su gobierno itinerante en Guadalupe el 16 de febrero de 1867, antes de su retirada hacía el estado de San Luis Potosí.

### SigloXX
A principios de junio de 1914, el nuevo gobernador y comandante general Luis Medina Barrón recibió 100 mil pesos para el pago del cuerpo del ejército que defendía la capital, del 10 al 13 de ese mismo mes 15 mil hombres de Pánfilo Natera atacaron por los cerros circunvecinos, pero fueron rechazados con grandes pérdidas, sobre todo en Guadalupe donde el día 14, el general Benjamín Argumedo, procedente de San Luis Potosí, los derrotó.
El 23 de junio durante la célebre Toma de Zacatecas, fue el camino que une a Guadalupe con la ciudad de Zacatecas punto de fuga del ejército federalista, siendo en el intento acribillados en el intento una cantidad considerable de elementos. Durante los primeros días de octubre de 1914, Guadalupe fue escenario del encuentro entre tropas zapatistas y villistas, como preámbulo a la Convención de Aguascalientes.
Con la expedición de la Ley del Municipio Libre promulgada por Venustiano Carranza, se suprime la jefatura política del partido de Zacatecas, conformada por los municipios de Zacatecas, Guadalupe, Chupaderos, Calera y Panúco, obteniendo esas demarcaciones autonomía administrativa y sin figuras intermedias entre los ayuntamientos y el ejecutivo del estado. El 1 de agosto de 1915 se constituye en Guadalupe la Junta de Administración Civil, erigiéndose con ello como municipio libre, estatus ratificado con la Constitución Política del Estado Libre y Soberano de Zacatecas de 1918, categoría vigente hasta la fecha.

## Escudo
Según el Bando de Policía y Gobierno del Municipio de Guadalupe, Zacatecas en su artículo número 12, la descripción oficial del Escudo Heráldico del Municipio, es la siguiente:
“En la parte superior del escudo, se encuentra una punta de lanza, la fecha 1578 en alusión a la merced de tierra concedida el 16 de julio de ese año a Diego Chávez de Montoro del sitio que ocupa actualmente el Convento de Guadalupe, el que estará asentado en una alegoría formada por una corona laureada con listones verde, blanco y rojo; todo asentado en un rectángulo vertical, que en los costados y en la parte superior se encuentran las palabras HISTORIA, TRABAJO Y PROGRESO y en la parte inferior se encuentra el nombre de GUADALUPE posado en laureles y listones verdes y rojos y en un semicírculo la fecha 1707, fundación del Colegio Apostólico de Guadalupe”. El Escudo Heráldico de Guadalupe fue diseñado por Pablo Reyes Cordero en 1988.

## Geografía

### Localización
| Ciudades cercanas |
| --- |
| Guadalupe (Zacatecas) Durango 289 km Torreón 403 km San Luis Potosí 160 km Monterrey 465 km Guadalajara 337 km Tepic 563km Ciudad de México 600 km Fresnillo 54 km Aguascalientes 110 km León, Guanajuato 245 km Morelia 424 km |
| Fuente |

El Municipio de Guadalupe se encuentra situado en la región centro o de los valles al sureste de la capital del estado, los puntos limítrofes son: al norte con el Municipio de Pánuco y Villa de Cos, al sur con los municipios de Ojocaliente y Genaro Codina, al oriente el Estado de San Luis Potosí y los municipios de Trancoso y General Pánfilo Natera, al occidente con el Municipio de Zacatecas, y Vetagrande. Se localiza en las coordenadas 22°45′ de latitud norte y 102°31′ de longitud oeste. Tiene una altura media de 2,334 metros sobre el nivel del mar, una superficie territorial de 804 km² que representa el 1,07 % de la superficie total del Estado.
Esta localidad por lo regular es plana, cuenta en la parte noroeste con el cerro de la Virgen, al noroeste en los límites con San Luis Potosí pequeñas elevaciones montañosas. Al poniente existen ramificaciones de la Sierra Madre Occidental, lomeríos al lado norte de la cabecera municipal al oriente de Tacoaleche, y en un punto denominado Palmar.
El Municipio se encuentra dentro de la cuenca del Río Lerma Santiago; desemboca aquí el Arroyo de la Plata, procedente del Municipio de Zacatecas, Arroyo de Panzacola, Arroyo del Huerto, Arroyo del Chilito de Sauceda. Se cuenta con las presas Pedernalillo, Chiquihuitillo, Bañuelos y Casa Blanca, se cuenta con infraestructura hidráulica constituida con 373 pozos para uso agrícola y pozo para uso abrevadero y 7 de uso domiciliario y 4 para la industria.

### Orografía
La altitud mínima sobre el nivel del mar en el piso de Guadalupe es de 2.282 m.
| Elevación                   | Altitud          |
| --------------------------- | ---------------- |
| Mesilla Tolosa              | 2.390 m s. n. m. |
| Papantón                    | 2.591 m s. n. m. |
| Cerro de la Virgen          | 2,726 m s. n. m. |
| Cerro San Simón             | 2.402 m s. n. m. |
| Cerro de la Cruz            | 2.434 m s. n. m. |
| Cerro de la Cantera         | 2.489 m s. n. m. |
| La Barranca de los Caballos | 2.000 m s. n. m. |

### Clima
El clima es templado semiseco, tiene una temperatura media de 16.º con una precipitación anual de 400 a 500 milímetros predominante durante el verano. Los vientos dominantes en esta localidad, en primavera, son del sur, sureste, estenoreste y sureste con una velocidad de 8 km/h del sureste de 14 km/h y oeste de 3 km/h, en invierno sur, sureste, este, noreste y oeste de 8 km/h y del norte 3 km/h.
| Parámetros climáticos promedio de Guadalupe, Zacatecas (2262 msnm) normales 1991–2020 | Parámetros climáticos promedio de Guadalupe, Zacatecas (2262 msnm) normales 1991–2020 | Parámetros climáticos promedio de Guadalupe, Zacatecas (2262 msnm) normales 1991–2020 | Parámetros climáticos promedio de Guadalupe, Zacatecas (2262 msnm) normales 1991–2020 | Parámetros climáticos promedio de Guadalupe, Zacatecas (2262 msnm) normales 1991–2020 | Parámetros climáticos promedio de Guadalupe, Zacatecas (2262 msnm) normales 1991–2020 | Parámetros climáticos promedio de Guadalupe, Zacatecas (2262 msnm) normales 1991–2020 | Parámetros climáticos promedio de Guadalupe, Zacatecas (2262 msnm) normales 1991–2020 | Parámetros climáticos promedio de Guadalupe, Zacatecas (2262 msnm) normales 1991–2020 | Parámetros climáticos promedio de Guadalupe, Zacatecas (2262 msnm) normales 1991–2020 | Parámetros climáticos promedio de Guadalupe, Zacatecas (2262 msnm) normales 1991–2020 | Parámetros climáticos promedio de Guadalupe, Zacatecas (2262 msnm) normales 1991–2020 | Parámetros climáticos promedio de Guadalupe, Zacatecas (2262 msnm) normales 1991–2020 | Parámetros climáticos promedio de Guadalupe, Zacatecas (2262 msnm) normales 1991–2020 |
| Mes                                                                                   | Ene.                                                                                  | Feb.                                                                                  | Mar.                                                                                  | Abr.                                                                                  | May.                                                                                  | Jun.                                                                                  | Jul.                                                                                  | Ago.                                                                                  | Sep.                                                                                  | Oct.                                                                                  | Nov.                                                                                  | Dic.                                                                                  | Anual                                                                                 |
| ------------------------------------------------------------------------------------- | ------------------------------------------------------------------------------------- | ------------------------------------------------------------------------------------- | ------------------------------------------------------------------------------------- | ------------------------------------------------------------------------------------- | ------------------------------------------------------------------------------------- | ------------------------------------------------------------------------------------- | ------------------------------------------------------------------------------------- | ------------------------------------------------------------------------------------- | ------------------------------------------------------------------------------------- | ------------------------------------------------------------------------------------- | ------------------------------------------------------------------------------------- | ------------------------------------------------------------------------------------- | ------------------------------------------------------------------------------------- |
| Temp. máx. abs. (°C)                                                                  | 28                                                                                    | 30                                                                                    | 31                                                                                    | 33                                                                                    | 35.8                                                                                  | 35.5                                                                                  | 32                                                                                    | 31.5                                                                                  | 30                                                                                    | 30.5                                                                                  | 30.5                                                                                  | 29                                                                                    | 35.8                                                                                  |
| Temp. máx. media (°C)                                                                 | 20.0                                                                                  | 22.3                                                                                  | 24.5                                                                                  | 27.2                                                                                  | 29.2                                                                                  | 28.1                                                                                  | 26.0                                                                                  | 25.8                                                                                  | 24.2                                                                                  | 23.8                                                                                  | 22.3                                                                                  | 20.6                                                                                  | 24.5                                                                                  |
| Temp. media (°C)                                                                      | 12.4                                                                                  | 14.2                                                                                  | 16.1                                                                                  | 18.7                                                                                  | 20.7                                                                                  | 20.5                                                                                  | 19.1                                                                                  | 19.0                                                                                  | 18.0                                                                                  | 16.7                                                                                  | 14.6                                                                                  | 12.9                                                                                  | 16.9                                                                                  |
| Temp. mín. media (°C)                                                                 | 4.7                                                                                   | 6.2                                                                                   | 7.8                                                                                   | 10.2                                                                                  | 12.2                                                                                  | 13.0                                                                                  | 12.3                                                                                  | 12.2                                                                                  | 11.7                                                                                  | 9.5                                                                                   | 6.9                                                                                   | 5.3                                                                                   | 9.3                                                                                   |
| Temp. mín. abs. (°C)                                                                  | -4                                                                                    | -3                                                                                    | -2                                                                                    | 0                                                                                     | 3                                                                                     | 3                                                                                     | 6.5                                                                                   | 3.6                                                                                   | 1                                                                                     | 0                                                                                     | -5                                                                                    | -9                                                                                    | -9                                                                                    |
| Precipitación total (mm)                                                              | 15.7                                                                                  | 15.1                                                                                  | 7.8                                                                                   | 7.4                                                                                   | 20.7                                                                                  | 80.9                                                                                  | 93.9                                                                                  | 83.7                                                                                  | 94.9                                                                                  | 34.6                                                                                  | 15.4                                                                                  | 9.7                                                                                   | 479.8                                                                                 |
| Fuente: Servicio Meteorológico Nacional                                               |                                                                                       |                                                                                       |                                                                                       |                                                                                       |                                                                                       |                                                                                       |                                                                                       |                                                                                       |                                                                                       |                                                                                       |                                                                                       |                                                                                       |                                                                                       |

### Principales ecosistemas
- Flora: Existe una gran variedad de vegetación como el mezquite, nopal, maguey, pirules y pastos y cactus.
- Fauna: Liebres, coyotes, mapaches, cuervos, zopilotes, conejos, codorniz escamosa, paloma güilota, paloma ala blanca, grulla gris, gusano, pato, ganso frente blanca, zorrillos, tlacoaches.

### Recursos naturales
Existen bancos de cantera y caliza, yacimientos minerales de Plata, Fierro, Cobre y pequeñas cantidades de Oro

### Clasificación y uso del suelo
En su mayoría los suelos corresponden al Cenozoico Cuaternario, aluviones; del Terciario Continental: rocas ígneas extrusivas; del Terciario: derrames de riolita, tobas, basaltos ocasionales, audecitas. La composición del suelo corresponde a los del tipo castaño o café rojizo.

## Grupos étnicos
En esta localidad no existen grupos étnicos, sólo un grupo de huicholes que dentro de la llamada ruta Wirikuta, se instalan provisionalmente, dedicándose a la venta de artesanías y productos nativos siendo originarios de Mezquitic, Jalisco.

## Evolución demográfica
De acuerdo a cifras del Censo de Población y Vivienda 2020 la población del Municipio es de 211,740, siendo 102,455 hombres y 109,285 mujeres, siendo la segunda municipalidad con mayor número de habitantes del Estado de Zacatecas; la ciudad de Guadalupe asciende a 170,029 habitantes, de ésta 81,911 son hombres y 88,118 son mujeres, siendo la Relación hombres-mujeres de un 93.75%.

## Educación
En la ciudad de Guadalupe y en la circunscripción municipal, además de los planteles de educación básica, instituciones de educación media y superior, que ofrecen una amplia gama de estudios de licenciatura y posgrado, siendo los siguientes:
- Universidad Autónoma de Zacatecas
- Universidad Tecnológica del Estado de Zacatecas
- Instituto Tecnológico y de Estudios Superiores de Monterrey Campus Zacatecas
- Universidad de la Vera - Cruz
- Universidad Humanista Viktor Frankl
- Universidad Interamericana para el Desarrollo Sede Zacatecas
- Universidad para el Desarrollo Profesional
- Universidad Villa de Zacatecas
- Universidad Sierra Madre campus Guadalupe
- Universidad Pedagógica Nacional Unidad 321 Zacatecas
- Instituto Educativo de Zacatecas

## Deportes
La ciudad de Guadalupe tiene dos equipos de baloncesto de la Liga estatal de desarrollo de talentos: el Frailes de Guadalupe y el femenil Novicias de Guadalupe. Ambos juegan en el Auditorio Municipal, localizado en el Palacio de Gobierno Municipal.

### Complejos

#### Autódromo Internacional de Zacatecas
Además, cuenta con el Autódromo Internacional de Zacatecas "Hermanos Girón", inaugurado en 1987, en el cual se efectúa una cantidad importante de carreras de campeonatos nacionales, como la NASCAR Corona Series y la Fórmula 3, además de campeonatos regionales y locales.

#### Alberca Olímpica Guadalupe
La Alberca Olímpica Guadalupe es una de las más modernas, funcionales y cómodas del estado tanto para público, como para jueces, nadadores y entrenadores.

#### Campo de golf
En la ciudad se localiza el Club de Golf Zacatecas, localizado en el fraccionamiento Bernárdez, siendo sede de competiciones de carácter nacional.

## Comunicaciones

### Radio de Guadalupe (Zacatecas)
Frecuencia Modulada
| Frecuencia MHz | Estación | Nombre        | Ubicación del transmisor | Potencia kW | Operador              |
| 91.5           | XHZTS-FM | Estéreo Plata | Cerro de los Grillos     | 50.0        | Grupo Plata           |
| 93.3           | XHEXZ-FM | Lupe          | Cerro de la Virgen       | 50.0        | Grupo Radiofónico Zer |
| 94.7           | XHGAP-FM | La Súper G    | Cerro de los Grillos     | 50.0        | Grupo Plata           |

### Televisión de Guadalupe (Zacatecas)
| Población   | Estación (Distintivo) | Potencia (kW) | Canal físico | Canal virtual      | Nombre       | Resolución y aspecto                                 | Concesionario | Tipo de concesión                                                                              | |
| Zacatecas   |                       |               |              |                    |              |                                                      |               |                                                                                                | |
| XHSPRZC-TDT | 21.557                | 15            | 14.1         | Canal Catorce      | 1080i - 16:9 | Sistema Público de Radiodifusión del Estado Mexicano | Pública       | Canales con compresión MPEG-4.                                                                 | Canales con compresión MPEG-4. |
| XHSPRZC-TDT | 21.557                | 15            | 14.2         | ingenio            | 480i - 16:9  | Sistema Público de Radiodifusión del Estado Mexicano | Pública       | Canales con compresión MPEG-4.                                                                 | Canales con compresión MPEG-4. |
| XHSPRZC-TDT | 21.557                | 15            | 11.1         | once               | 480i - 16:9  | Sistema Público de Radiodifusión del Estado Mexicano | Pública       | Canales con compresión MPEG-4.                                                                 | Canales con compresión MPEG-4. |
| XHSPRZC-TDT | 21.557                | 15            | 20.1         | tv•unam            | 480i - 16:9  | Sistema Público de Radiodifusión del Estado Mexicano | Pública       | Canales con compresión MPEG-4.                                                                 | Canales con compresión MPEG-4. |
| XHSPRZC-TDT | 21.557                | 15            | 22.1         | Canal 22           | 480i - 16:9  | Sistema Público de Radiodifusión del Estado Mexicano | Pública       | Canales con compresión MPEG-4.                                                                 | Canales con compresión MPEG-4. |
| XHSPRZC-TDT | 21.557                | 15            | 45.1         | Canal del Congreso | 480i - 16:9  | Sistema Público de Radiodifusión del Estado Mexicano | Pública       | Canales con compresión MPEG-4.                                                                 | Canales con compresión MPEG-4. |
| XHBD-TDT    | 130                   | 16            | 2.1          | Las Estrellas      | 1080i - 16:9 | Televimex S.A. de C.V.                               | Comercial     | •                                                                                              | Aguascalientes, Ags. (225) San Juan de Los Lagos, Jal. (Canal 24/2kW) Sain Alto, Zac. (0.39) Tabasco, Zac. (0.85) Tepetongo, Zac. (0.36) |
| XHBD-TDT    | 130                   | 16            | 2.2          | FOROtv             | 480i - 16:9  | Televimex S.A. de C.V.                               | Comercial     | •                                                                                              | Aguascalientes, Ags. (225) San Juan de Los Lagos, Jal. (Canal 24/2kW) Sain Alto, Zac. (0.39) Tabasco, Zac. (0.85) Tepetongo, Zac. (0.36) |
| XHBQ-TDT    | 130                   | 17            | 5.1          | 5*                 | 1080i - 16:9 | Radio Televisión, S.A. de C.V.                       | Comercial     | •                                                                                              | Tabasco, Zac. (0.85) Tepetongo, Zac. (0.36) Valparaíso, Zac. (20)                                                                        |
| XHZAT-TDT   | 130                   | 19            | 9.1          | NU9VE Zacatecas    | 1080i - 16:9 | Teleimagen del Noroeste, S.A. de C.V.                | Comercial     | •                                                                                              | • |
| XHZAC-TDT   | 8.93                  | 20            | 15.1         | Telezac            | 1080i - 16:9 | Integración Mexicana con Visión en Zacatecas, A.C.   | Social        | •                                                                                              | • |
| XHFZC-TDT   | 10.001                | 22            | 44.1         | NTR TV             | •            | Fundación Cultural por Zacatecas, A.C.               | Social        | •                                                                                              | Fresnillo, Zac. (0.5) Jerez, Zac. (0.5) Ojocaliente, Zac. (0.5)                                                                          |
| XHZHZ-TDT   | 41.9                  | 24            | 24.1         | SIZART Canal 24    | 1080i - 16:9 | Gobierno del Estado de Zacatecas                     | Pública       | •                                                                                              | • |
| XHZHZ-TDT   | 41.9                  | 24            | 24.2         | once niñas y niños | 480i - 16:9  | Gobierno del Estado de Zacatecas                     | Pública       | •                                                                                              | • |
| XHCTZA-TDT  | 92.942                | 27            | 3.1          | Imagen Televisión  | 1080i - 16:9 | Cadena Tres I, S.A. de C.V.                          | Comercial     | Cobertura incluye Jerez de García Salinas, Guadalupe y Fresnillo, Zac.                         | Cobertura incluye Jerez de García Salinas, Guadalupe y Fresnillo, Zac.                                                                   |
| XHCTZA-TDT  | 92.942                | 27            | 3.4          | Excélsior tv       | 480i - 16:9  | Cadena Tres I, S.A. de C.V.                          | Comercial     | Cobertura incluye Jerez de García Salinas, Guadalupe y Fresnillo, Zac.                         | Cobertura incluye Jerez de García Salinas, Guadalupe y Fresnillo, Zac.                                                                   |
| XHZAE-TDT   | 10                    | 30            | 30.1         | TeleZer            | •            | Valores y Tradiciones de Mi Tierra, A.C.             | Social        | •                                                                                              | • |
| XHLVZ-TDT   | 40.94                 | 31            | 1.1          | Azteca uno         | 1080i - 16:9 | Televisión Azteca, S.A. de C.V.                      | Comercial     | Autorizado a transmitir hasta 25% de programación distinta en el canal 1.1 en complementarias. | Colotlán, Jal. (2.041) Valparaíso, Zac. (1.42)                                                                                           |
| XHLVZ-TDT   | 40.94                 | 31            | 1.2          | adn40              | 480i - 16:9  | Televisión Azteca, S.A. de C.V.                      | Comercial     | Autorizado a transmitir hasta 25% de programación distinta en el canal 1.1 en complementarias. | Colotlán, Jal. (2.041) Valparaíso, Zac. (1.42)                                                                                           |
| XHIV-TDT    | 40.76                 | 36            | 7.1          | Azteca 7           | 1080i - 16:9 | Televisión Azteca, S.A. de C.V.                      | Comercial     | •                                                                                              | Colotlan, Jal. (1.49) |
| XHIV-TDT    | 40.76                 | 36            | 7.2          | a más+             | 480i - 16:9  | Televisión Azteca, S.A. de C.V.                      | Comercial     | •                                                                                              | Colotlan, Jal. (1.49) |

## Religión
Según los datos del Censo de Población y Vivienda 2020, la mayoría de la población de este municipio profesa la religión católica con 189,499; seguido por protestante/cristiano evangélico	con 10,969; otras religiones diferentes a las anteriores 206; sin religión o adscripción religiosa 10,286.

## Monumentos históricos y atractivos turísticos

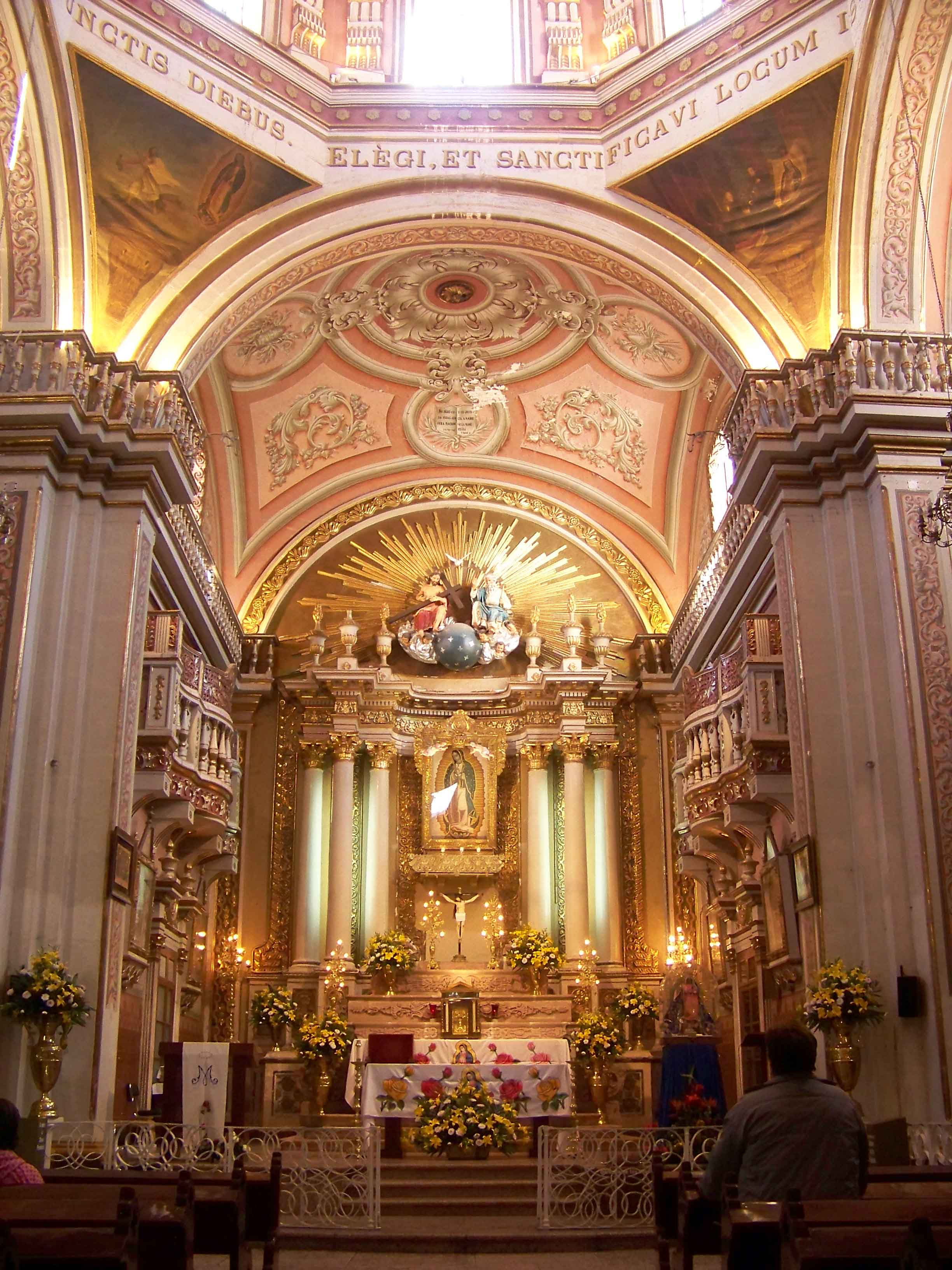
Interior del Convento de Nuestra Señora de Guadalupe.

### Colegio Apostólico de Propaganda Fide de Nuestra Señora de Guadalupe
En el marco de la 34.ª reunión del Comité de Patrimonio Mundial de la UNESCO que se efectuó del 25 de julio al 3 de agosto de 2010 en la capital brasileña de Brasilia, el comité votó y declaró al Camino Real de Tierra Adentro, también conocido como la Ruta de la Plata (México) como Patrimonio de la Humanidad, siendo el conjunto del ex Colegio Apostólico de Propaganda Fide de Nuestra Señora de Guadalupe, uno de los 13 sitios correspondientes al Estado de Zacatecas, en ser inscrito con ésta importante distinción.
- Convento de Nuestra Señora de Guadalupe, situado en un santuario construido entre 1678 y 1721, donde la Orden Franciscana estableció un Colegio Apostólico de Propaganda Fide en 1707, de fachada estilo barroco, con una torre minarete que asemeja una mezquita, y un campanario de corte churrigueresco, el interior es de decoración neoclásica, se venera a la Virgen de Guadalupe, cuenta con varias capillas entre las que podemos mencionar:
- Capilla de Nápoles. Llamada así por estar presidida por una imagen de bulto de la Inmaculada Concepción donada por la princesa napolitana Isabel de Farnesio. Es una de las mejores manifestaciones de la arquitectura religiosa del siglo XIX diseñada por el religioso franciscano Juan Bautista Méndez, inició su construcción en 1849 y se concluyó en 1866. Su decoración cuenta con acabados en estuco y oro de 14 a 24 quilates, el entarimado del piso formado con figuras geométricas da forma a un complejo que representa interpretaciones astrológicas, la letanía lauretana y un singular reloj de sol.[36]
- Capilla Oscura. Donde se encuentra El Cristo de Acuña.
- Sacristía. Espacio monumental donde se conservan los restos del Venerable Padre Fray Antonio Margil de Jesús, además se conserva un tríptico-mural de Antonio de Torres, que representa a la Última Cena, San Francisco y el ángel de la redoma y la comunión de San Buenaventura.
- Coro. Espació litúrgico usado por los frailes franciscanos para los rezos del Oficio Divino, cuenta con una sillería y facistol de madera negra.
- Capilla del Noviciado. Recinto religioso ubicado en el claustro del ahora noviciado franciscano, tiene una fachada de cantera labrada.
- La Biblioteca Virreinal. Resguarda volúmenes bibliográficos que fueron del uso de los religiosos del Colegio Apostólico de Propaganda Fide.Biblioteca Virreinal.

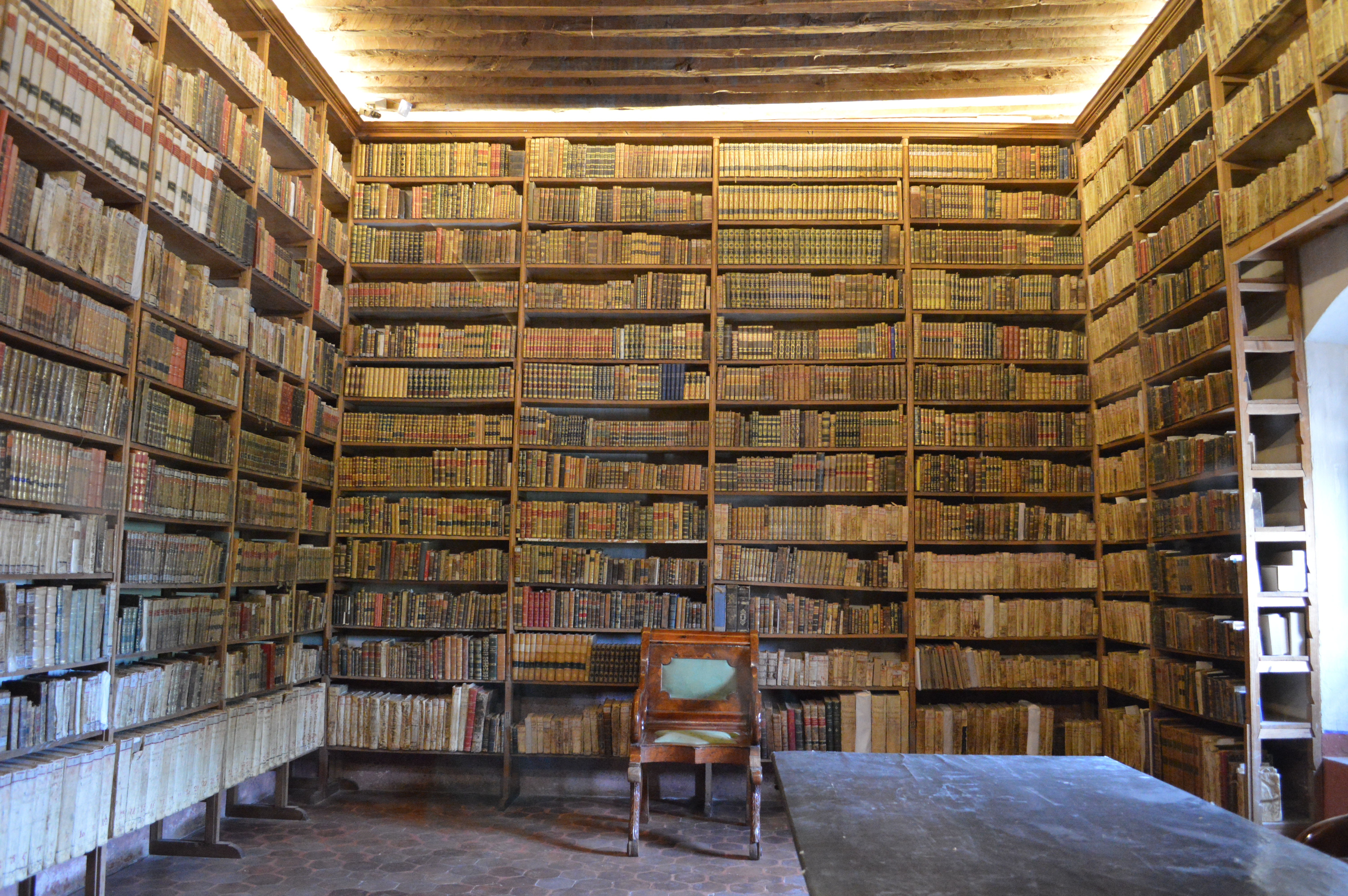
Biblioteca Virreinal.

Otros monumentos y sitios turísticos:
- Jardín Juárez. es un espacio de convivencia familiar, que da mayor vida a la plaza principal de Guadalupe, constituye un complemento al bello conjunto de la iglesia, el convento, la capilla de Nápoles y el Museo de Guadalupe. El diseño de la fuente seca está inspirado en el piso de la capilla de Nápoles; se compone de cantera de Susticacán y de piedra metapil.
- Fincasanta. Lo que hoy en día conocemos como Finca Santa, formó parte del complejo arquitectónico del Colegio de Propaganda Fide de Nuestra Señora de Guadalupe, siendo utilizado como corrales y macheros.

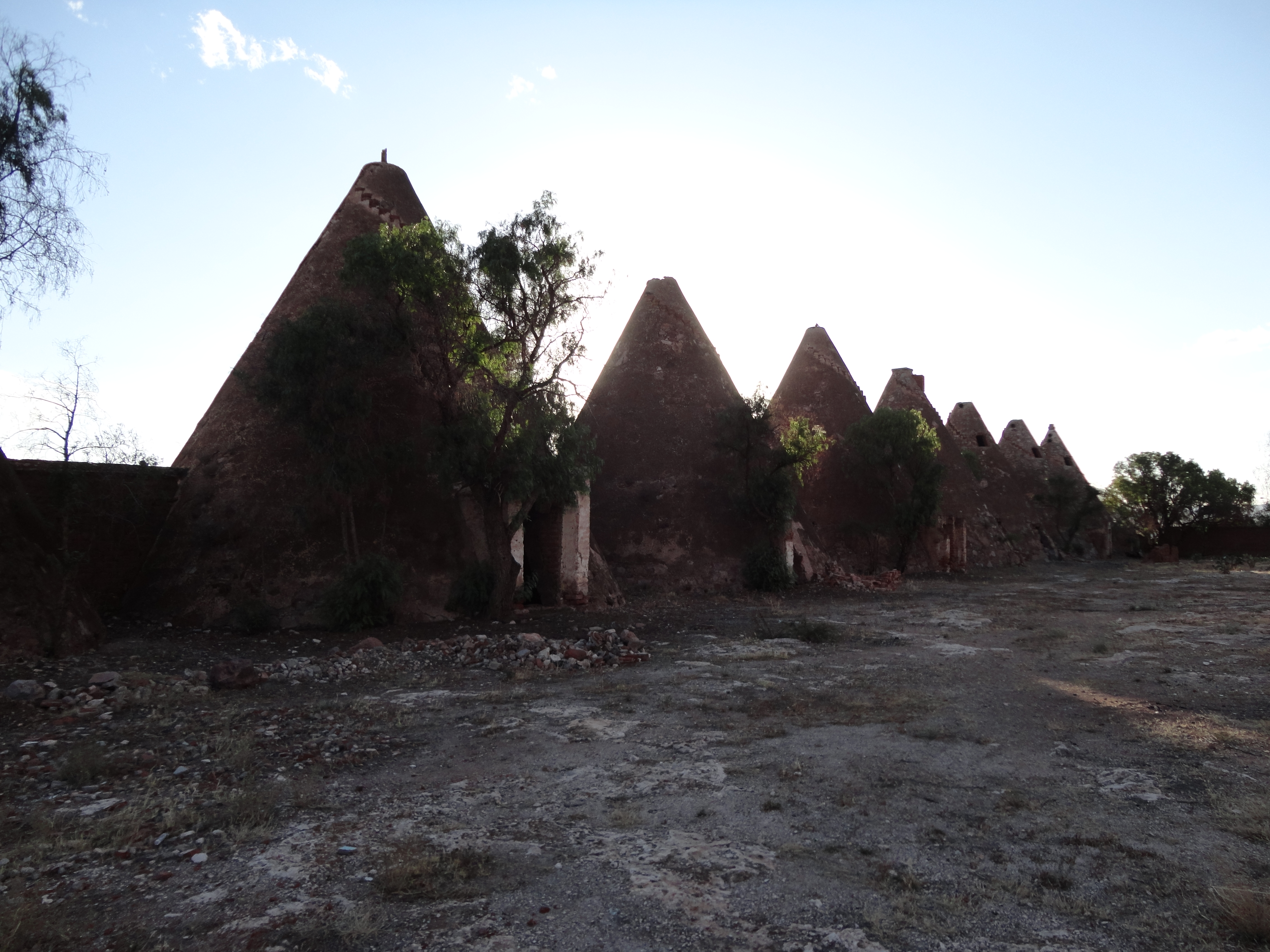
Conos de Santa Mónica, Guadalupe, Zacatecas. (Zacatecas).

- Casa Grande de la hacienda minera de Bernárdez. Actual sede del Centro Platero y Artesanal de Zacatecas, cuenta con un centro de congresos y exposiciones, así como talleres de venta y producción de joyería en plata.Hacienda de Bernárdez.

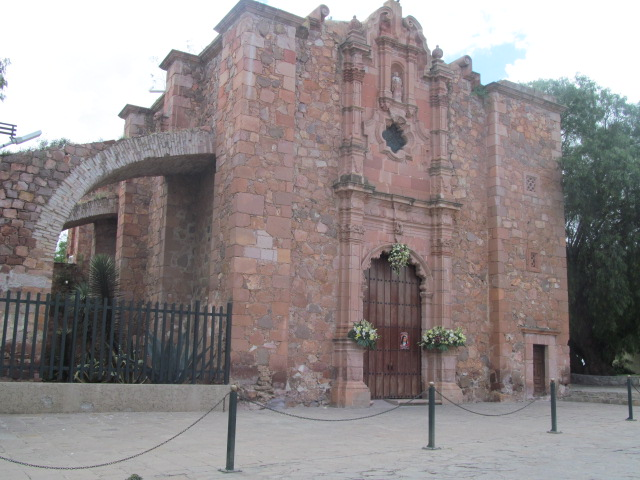
Hacienda de Bernárdez.

- Parroquia de los Sagrados Corazones. Si bien su construcción inició desde el siglo XIX, su terminación se dio hasta bien entrado el siglo XX.
- Capilla del Seminario Conciliar de Zacatecas. De estilo modernista, está decorada en su interior por “Peregrinación”, un mural de 200 metros cuadrados de la autoría de Antonio Pintor Rodríguez, que es la obra pictórica de mayor dimensión en todo el Estado de Zacatecas.
- Monumento a Francisco I. Madero. Se encuentra en la Alameda, obra del Escultor: Higinio del Real. Alameda de Guadalupe, Zacatecas.

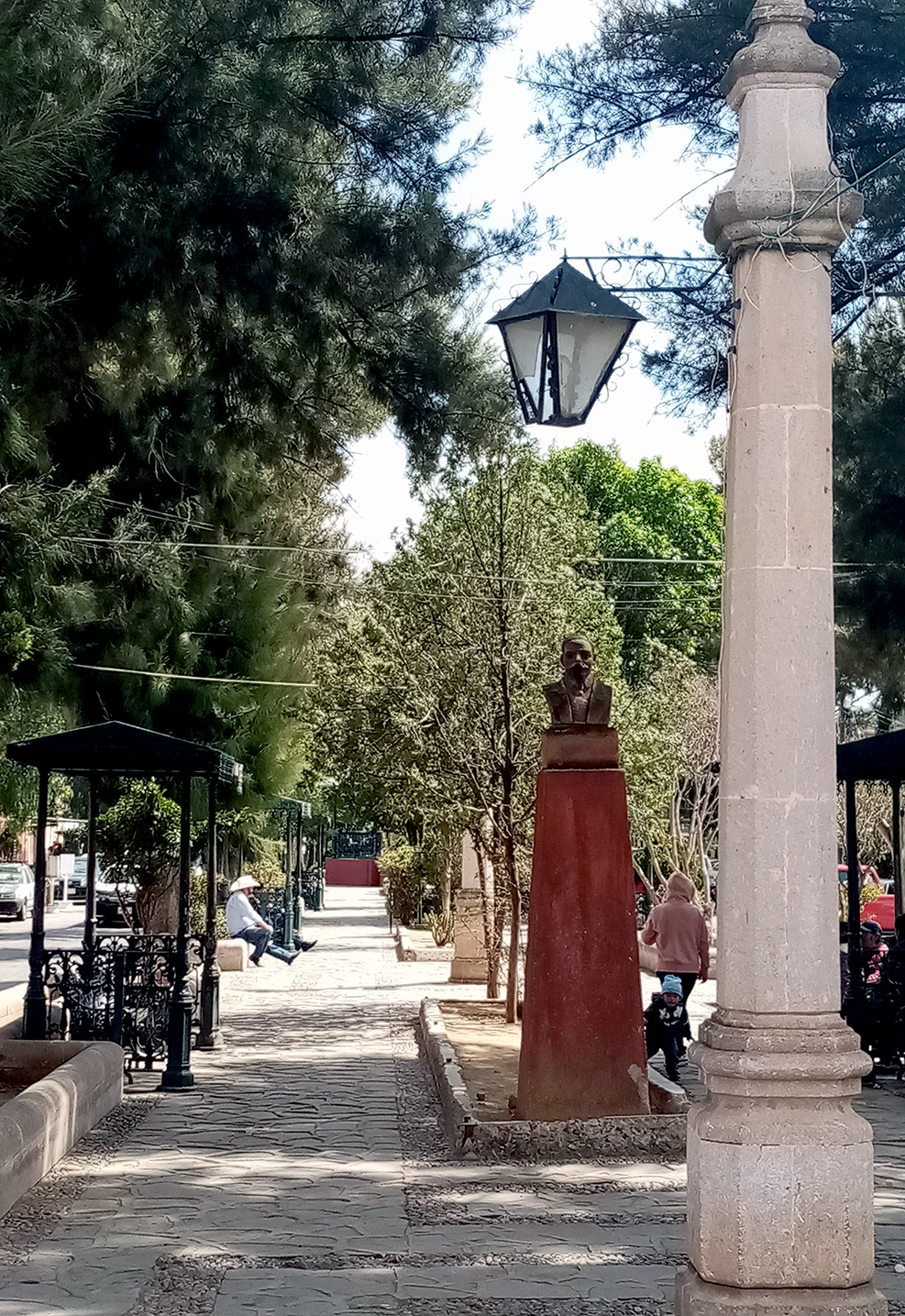
Alameda de Guadalupe, Zacatecas.

- Instituto Municipal de Cultura. Antigua posada de forasteros que transitaban el Camino Real de Tierra Adentro, del 27 de enero al 5 de febrero de 1811 se hospedó allí don Miguel Hidalgo y Costilla durante su itinerario hacia el norte, este hecho motivó la creación de las Mañanas de Hidalgo, considerado como uno de los primeros corridos musicales creados en México.Instituto Municipal de Cultura.

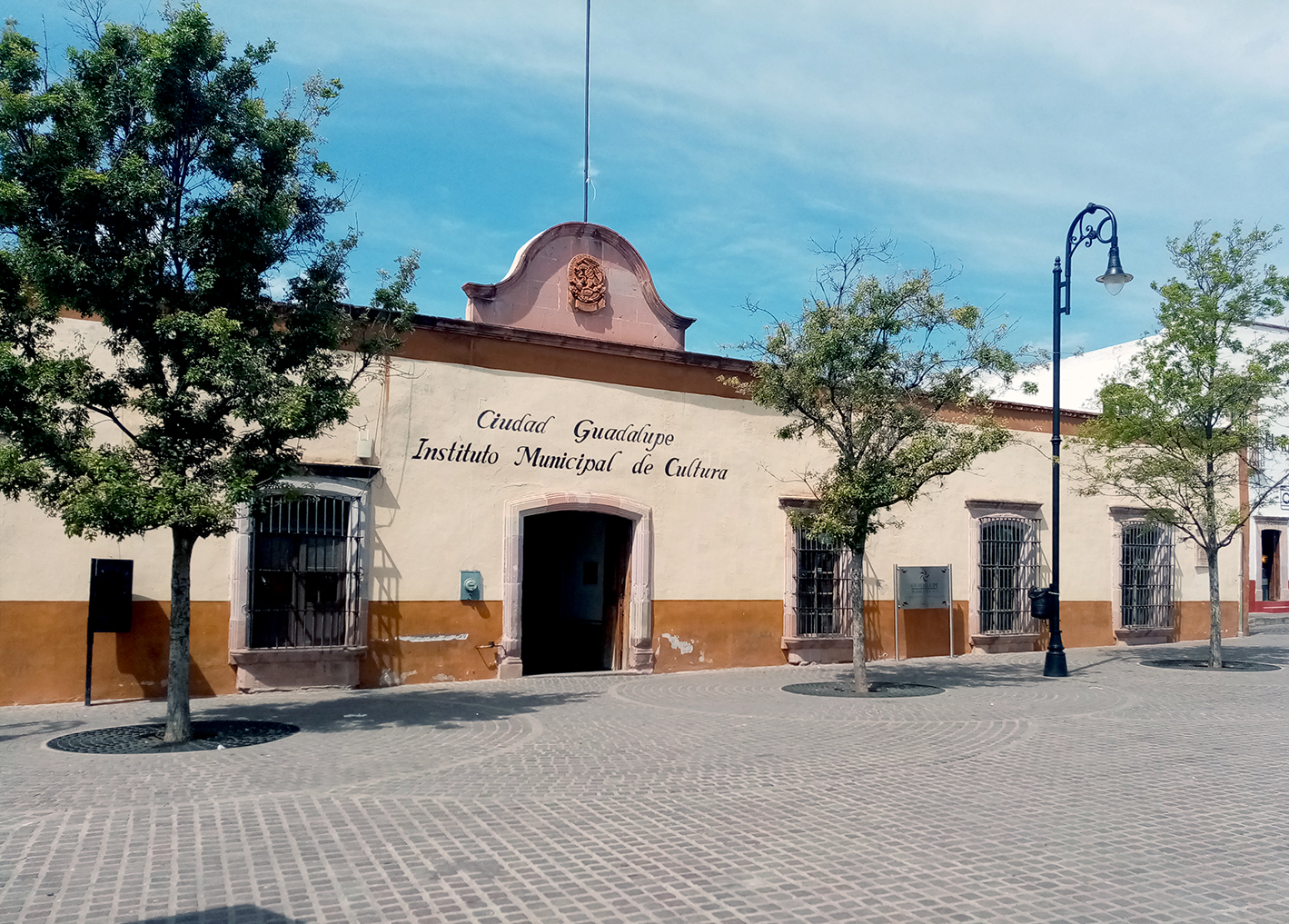
Instituto Municipal de Cultura.

- Edificio del Archivo Histórico Municipal. Originalmente fue parte de una fábrica de crisoles y ladrillos refractarios construida en 1926, en 2006 fue restaurado para albergar el Archivo Municipal, resguardando documentación de los siglos XIX al XXI.
- Ecoparque Centenario. Puesto en funciones en el año 2014, se ubica a un costado de la presa de Infante, el espacio cuenta con 100 hectáreas de zona natural protegida, es uno de los escenarios más bellos y novedosos de Zacatecas, en el que pueden convivir personas de todas las edades y se divide en varias zonas con veredas, puentes, bancas y sombras.
- Harinera de Guadalupe. Originalmente fue una hacienda de beneficio, misma que funcionó desde 1820 aproximadamente. Desde 1922 hasta 1991 funcionó como el molino de la harina "Coloso". Actualmente el edificio alberga restaurantes y espacios culturales.[37]
- Silos de la comunidad de Santa Mónica. Conjunto de construcciones que figuran grandes conos de piloncillo, construidos en el siglo XIX fueron destinados para almacenar frijol, maíz, trigo y sorgo de la hacienda de Trancoso y después se convirtió en un original hotel, actualmente se ofrecen recorridos en su interior.

- Casa Grande de la hacienda ganadera de Tacoaleche. La Casa Grande es uno de los edificios más representativos de nuestro municipio. Fue construida entre 1891 y 1895. Fungió como casco de la hacienda hasta que pasó a ser propiedad ejidal. Este inmueble también funcionó por muchos años como escuela primaria y La Casa del Maestro. Actualmente se alberga el Centro de Investigación y Experimentación de Arte Popular.
- Templo de la virgen del Refugio, situado en la población de Tacoaleche, inició su construcción en 1942.
- Eremitorio Sacromonte, situado en la ladera del cerro de la Virgen, es un espacio de oración, meditación y penitencia de los religiosos franciscanos construido entre cuevas y el paisaje natural. Se permite el acceso a visitantes únicamente el domingo primero de cada mes.
- Casa del Padre Pro. Casa porfiriana donde el 13 de enero de 1891 nació el beato Miguel Agustín Pro Juárez, mártir de la guerra cristera.
- Cerro de San Simón. Es un mirador que permite contemplar la mancha urbana de la ciudad de Guadalupe. Cuenta con una silueta de tamaño monumental de la virgen de Guadalupe diseñada por Miguel Hernández Urban, uno de los más destacados exponentes de la escultura contemporánea en acero inoxidable en México.
- Plaza Fray Margil de Jesús. Como parte de la renovación urbana del municipio de Guadalupe, en los últimos años se han llevado a cabo importantes mejoras de infraestructura. Ejemplo de ello es la Plaza Fray Margil de Jesús, la cual fue posible construir gracias a los clubes de migrantes zacatecanos radicados en Estados Unidos.
- Presidencia Municipal. El edificio que actualmente ocupa la Presidencia Municipal de Guadalupe se fue sede de la fábrica de carros de Serapio Galván. También funcionó como Unidad Deportiva. Fachada principal de la sede del Gobierno Municipal.

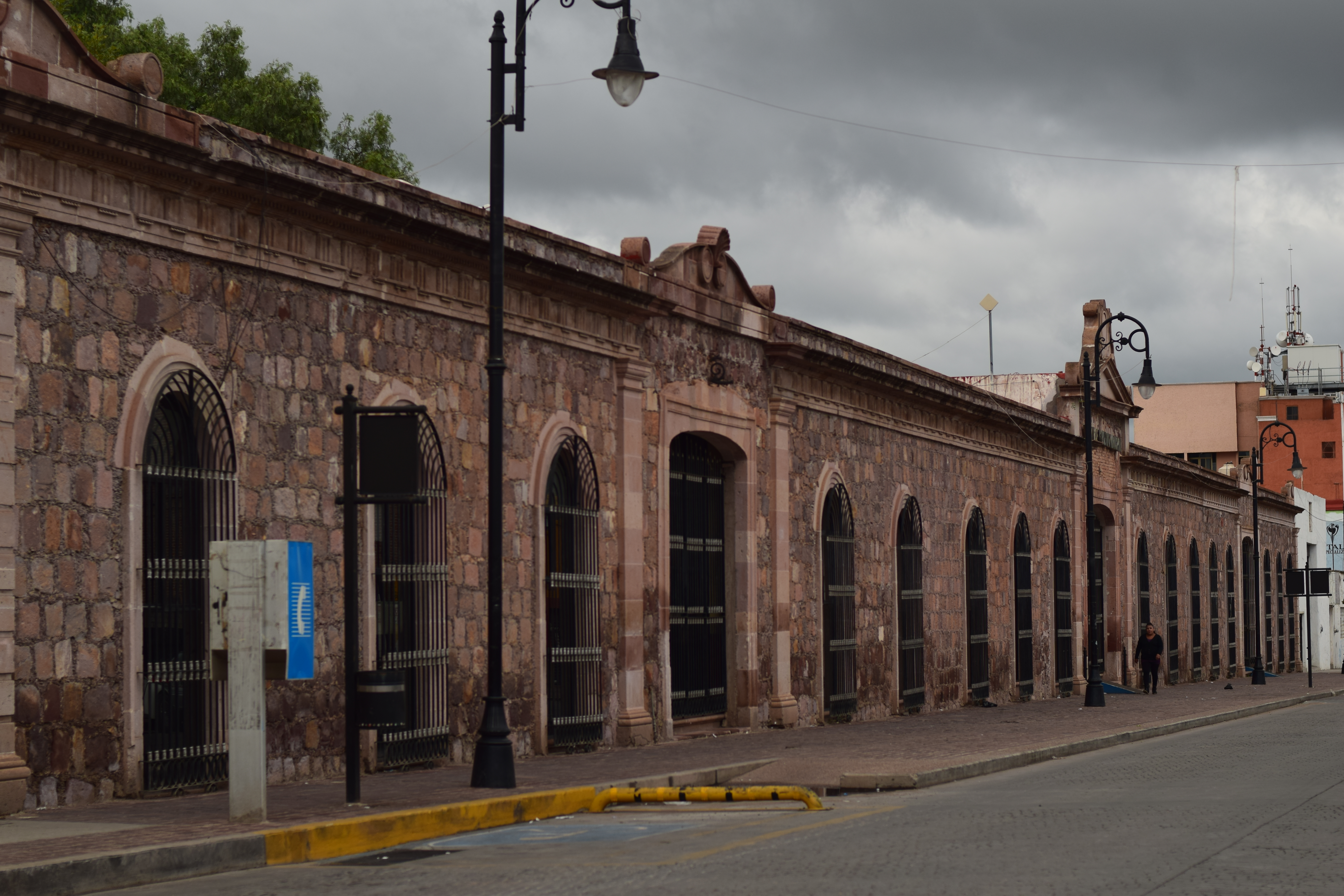
Fachada principal de la sede del Gobierno Municipal.

- Casa del Padre Vela. Antiguamente sirvió para religiosas capuchinas que estableciera san Mateo Correa Magallanes cuando era señor cura de Guadalupe; después sirvió para el Colegio Villa de Guadalupe.
- Santuario del Niño Dios de las Palomitas. En el año de 1973 en el rancho San Carlos, ubicado en el municipio de Guadalupe, comenzó el culto al Niño de las Palomitas. Doña Catalina Neri de Villalobos quien al estar muy enferma recibió una medalla con la imagen del Niño para que se encomendara a él. Su recuperación se consideró un milagro, y por tal motivo mandó labrar una figura del Niño de las Palomitas para mostrar su gratitud. La gente de las rancherías se enteró de este hecho y comenzó a visitar la imagen. En tan solo un par de años obtuvo la fama de ser muy milagrosa. Al Niño de las Palomitas se le construyó un pequeño oratorio en el rancho, después una capilla en donde el culto aumentó. Ese creciente fervor motivó al Obispado de Zacatecas a construir un nuevo santuario, así el 14 de septiembre de 1989 la imagen fue retirada de la familia Villalobos para llevarla a su actual sitio de culto.
- Niño Dios del Amor en de la Parroquia de la Epifanía. En la comunidad Zóquite se encuentra la segunda imagen del Niño Dios más grande del mundo. Fue creado por el escultor Román Salvador, originario del Estado se México. Mide 6 metros de largo y elaborado de fibra de vidrio.[38]

### Museos
- Museo de Guadalupe, albergado en lo que fueran los claustros del Colegio Apostólico de Propaganda Fide, cuenta con una de las más grandes colecciones de arte sacro virreinal,[39] sobresaliendo una serie de pinturas de Miguel Cabrera entre las que se encuentra "La Veneración de la Orden Franciscana a la Virgen de Guadalupe", y otros 300 cuadros más de pintores famosos, obras escultóricas, muebles, manuscritos y libros, en su interior se encuentra una sala especial dedicada al Camino Real de Tierra Adentro junto con una biblioteca sobre la legendaria ruta declarada por la UNESCO como Patrimonio Mundial. Durante el mes de septiembre de cada año es sede del Festival Barroco.[40]
- Museo del Parque Ecoturistíco de Zóquite, situado en la población homónima, inaugurado en 2003, exhibe objetos de agricultura, planchas antiguas de carbón, máquinas de escribir, y utensilios de uso rural y de la vida cotidiana de la comunidad, en una de sus salas cuenta con una exposición paleontológica.[41]
- Relicario Cívico de Guadalupe, ubicado en el Palacio de Gobierno Municipal, este espacio fue creado en el interior de la Oficialía del Registro Civil en 2013, siendo presidente municipal Rafael Flores Mendoza, se exhiben fotografías y documentos históricos de la ciudad.[42]
- Parque Museo del Agua. La Junta Intermunicipal de Agua Potable y Alcantarillado de Zacatecas, en colaboración con el Gobierno del Estado de Zacatecas, empresas privadas y otras instituciones locales, convergen en la creación de este parque temático, diseñado con el fin de fomentar la cultura, cuidado y aprovechamiento del agua y la protección del medio ambiente.

## Fiestas, danzas y tradiciones

### Fiestas
En las primeras dos primeras semanas de diciembre desde 1681 se lleva a cabo la Feria Estatal de Guadalupe, con eventos culturales, artísticos, religiosos, deportivos, concursos, juegos artificiales, etc.

### Danzas
En esta región se realiza la danza de los matlachines en los días 1 de octubre, 3 de mayo y 12 de diciembre.

### Tradiciones
- Viacrucis Viviente, tradición iniciada en 1972 por el grupo “Redención”, se realiza cada año el Viernes Santo, partiendo del pórtico del Convento de Guadalupe al Campo de los Moros en la colonia Bellavista, participando cerca de 180 actores en escena.
- Las tradicionales mañanitas del mes de abril.
- 22 de mayo, fiesta en honor a Santa Rita de Casia.
- La Morisma de Guadalupe, tradición iniciada en el año de 1900 en honor a Nuestra Señora del Rosario (5,6 y 7 de octubre) y San Juan Bautista (22,23 y 24 de junio), por los integrantes de la Corporación de San Juan Bautista realizada en el Campo de los Moros en la colonia Bellavista.[44]

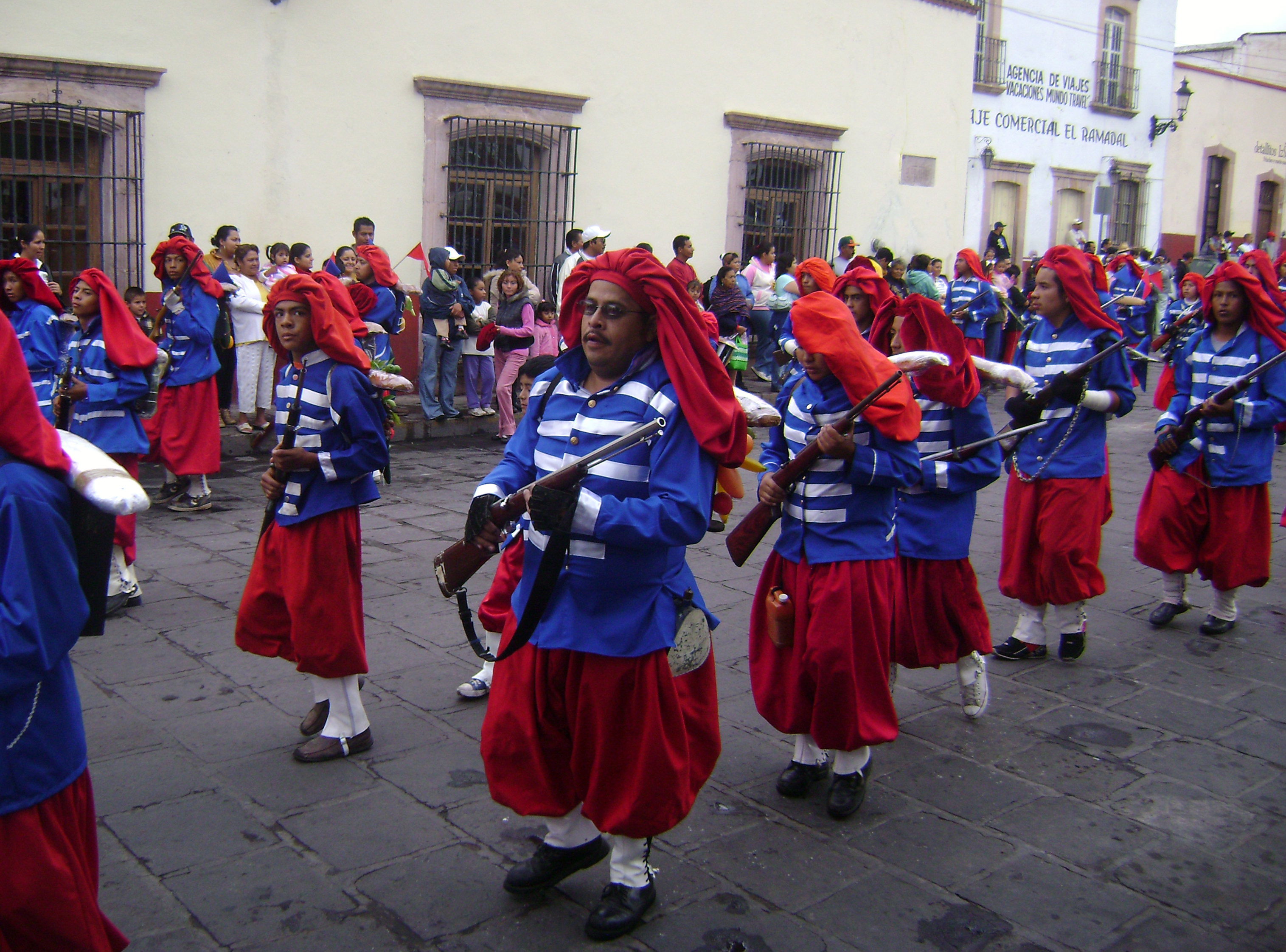
Morismas de Guadalupe (Zacatecas)

- Junio, fiesta de los Sagrados Corazones.
- 1.º de octubre, peregrinación en honor a Santa Teresita del Niño Jesús con peregrinaciones, danzas, kermeses y fuegos pirotécnicos.
- 4 de octubre, fiesta en honor a San Francisco de Asís.
- 7 de octubre, fiesta de la Parroquia de Nuestra Señora del Rosario de la colonia Condesa.
- 22 de octubre, fiesta de la parroquia de San Juan Pablo II del fraccionamiento Villas de Guadalupe.
- Día de los Fieles Difuntos, 2 de noviembre, con asistencia a los panteones a llevar ofrendas florales y celebración de carnaval de día de muertos.
- Romería del regreso de la imagen de la Virgen de Guadalupe conocida como La Preladita, parte de la Catedral Basílica de Zacatecas al Convento Franciscano de Guadalupe, desde 1737 realiza un recorrido por las parroquias de la Zona metropolitana desde el domingo de Pentecostes, concluyando su itinerario (generalmente el primer domingo de noviembre).
- 12 de diciembre, Feria Estatal de Guadalupe, o Feria de la Virgen en honor a Nuestra Señora de Guadalupe, patrona principal de la ciudad, se celebra entre las dos primeras semanas de diciembre, su tradición es de 1681 cuando se realizó por primera vez.

## Música
Es tradicional la banda de música, el género grupero y el tamborazo. El municipio de Guadalupe cuenta con la "Banda Sinfónica de Guadalupe", una agrupación musical que se fundó en 1980 con el objetivo de enriquecer la oferta musical de la entidad, integrándola con 105 músicos que van desde los 8 hasta los 30 años de edad, éstos bajo la batuta de su director Aldo López Márquez.

## Artesanías
Esculturas de ensamble metálico, muebles rústicos de parqué, productos de cuero y piel, labrado de cantera, cobijas de lana, sarapes de retrato, capas ruanas, marquetería tallada e incrustada, productos de ónix y cerámica.

## Gastronomía
- Comidas: La birria de Guadalupe tiene gran prestigio entre la población del lugar y los turistas, además de los frijoles charros, pozole, tamales de chile rojo y verde, así como de azúcar con pasas, carnitas de puerco, gorditas rellenas de guisados, pipián, torrejas, nopalitos con chile colorado y carne de cerdo, asado de boda, queso ranchero, condoches, gorditas de maíz nuevo y jocoque y canela molida.
- Bebidas: Aguamiel, atole de guayaba y de masa champurrado.
- Dulces: Las tradicionales melcochas, miel de tuna, de abeja y de maguey, queso y panela de tuna, dulces de calabaza, chilacayote, de camote y de biznaga, ate de membrillo, rollos de guayaba, charamuscas, chocolate de metate y dulces de leche.

## Presidentes Municipales

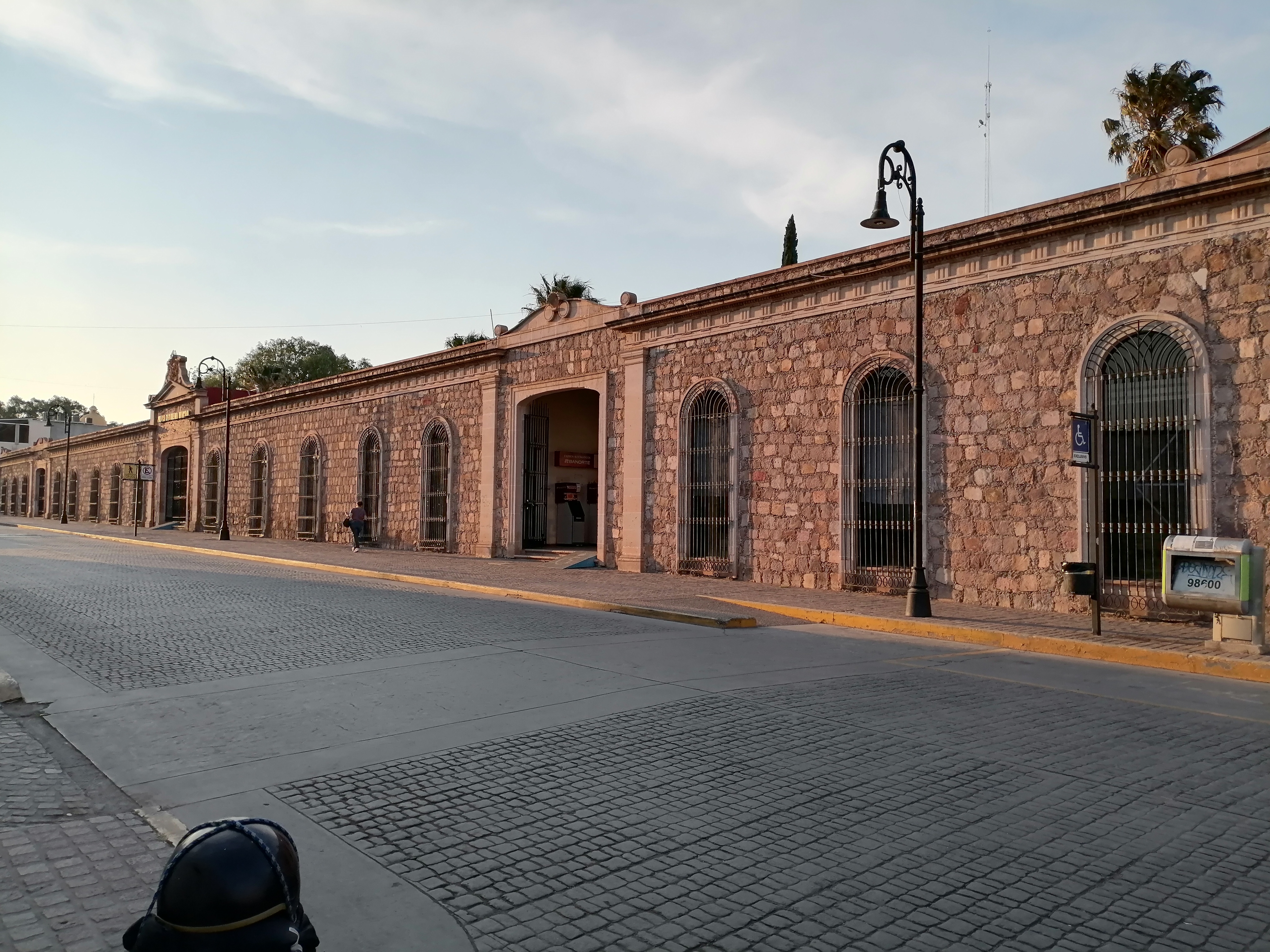
Fachada del Palacio de Gobierno Municipal de Guadalupe, Zacatecas.

| Nombre                           | Período     | Partido |
| -------------------------------- | ----------- | ------- |
| Carlos Chacón Quintana           | 1992-1995   |         |
| J. Refugio Medina Hernández      | 1995-1998   |         |
| Doroteo Mojarro Soto             | 1998        |         |
| Laura García Medina              | 1998-2001   |         |
| Renato Rodríguez Domínguez       | 2001        |         |
| Manuel Felipe Álvarez Calderón   | 2001-2004   |         |
| Clemente Velázquez Medellín      | 2004-2007   |         |
| José Luis Martínez Rodríguez     | 2007        |         |
| Samuel Herrera Chávez            | 2007-2009   |         |
| Mario Román Ortiz                | 2009-2010   |         |
| Rafael Flores Mendoza            | 2010-2013   |         |
| Gilberto Álvarez Becerra         | 2013        |         |
| Roberto Luévano Ruiz             | 2013-2016   |         |
| Enrique Guadalupe Flores Mendoza | 2016-2018   |         |
| Samuel Ezequiel Díaz Soto        | 2018        |         |
| Julio César Chávez Padilla       | 2018 - 2019 |         |
| César Artemio González Navarro   | 2019        |         |
| Julio César Chávez Padilla       | 2019 - 2021 |         |
| César Artemio González Navarro   | 2021        |         |
| Julio César Chávez Padilla       | 2021-2023   |         |
| José Saldívar Alcalde            | 2023        |         |
| José Saldívar Alcalde            | 2024-2027   |         |

## Ciudades hermanadas
La ciudad de Guadalupe está hermanada con las siguientes ciudades alrededor del mundo:
- Zacatecas, México el 6 de mayo de 1993 y 30 de mayo de 1994.[46]
- San Luis Potosí, México el 6 de mayo de 1993.[46]
- Coquimbo, Chile el 8 de julio y 7 de septiembre de 1993.[46]
- Antigua Guatemala, Guatemala el 30 de mayo de 1994.[47]
- Reno, Estados Unidos el 24 de noviembre de 1997.[46]
- San Cristóbal, Cuba el 6 de marzo de 2001.[46]
- La Habana Vieja, Cuba en 2003.[46]
- Woodstock, Estados Unidos en junio de 2007 y 29 de abril de 2011.[46]
- Ecatepec de Morelos, México el 5 de junio de 2009.[46][48]
- Morelia, México el 12 de mayo de 2012.[49][50][51]
- Zumpango de Ocampo, México el 17 de julio de 2015.[52]
- Villamaría, Colombia el 25 de julio de 2022.[53]

## Galería

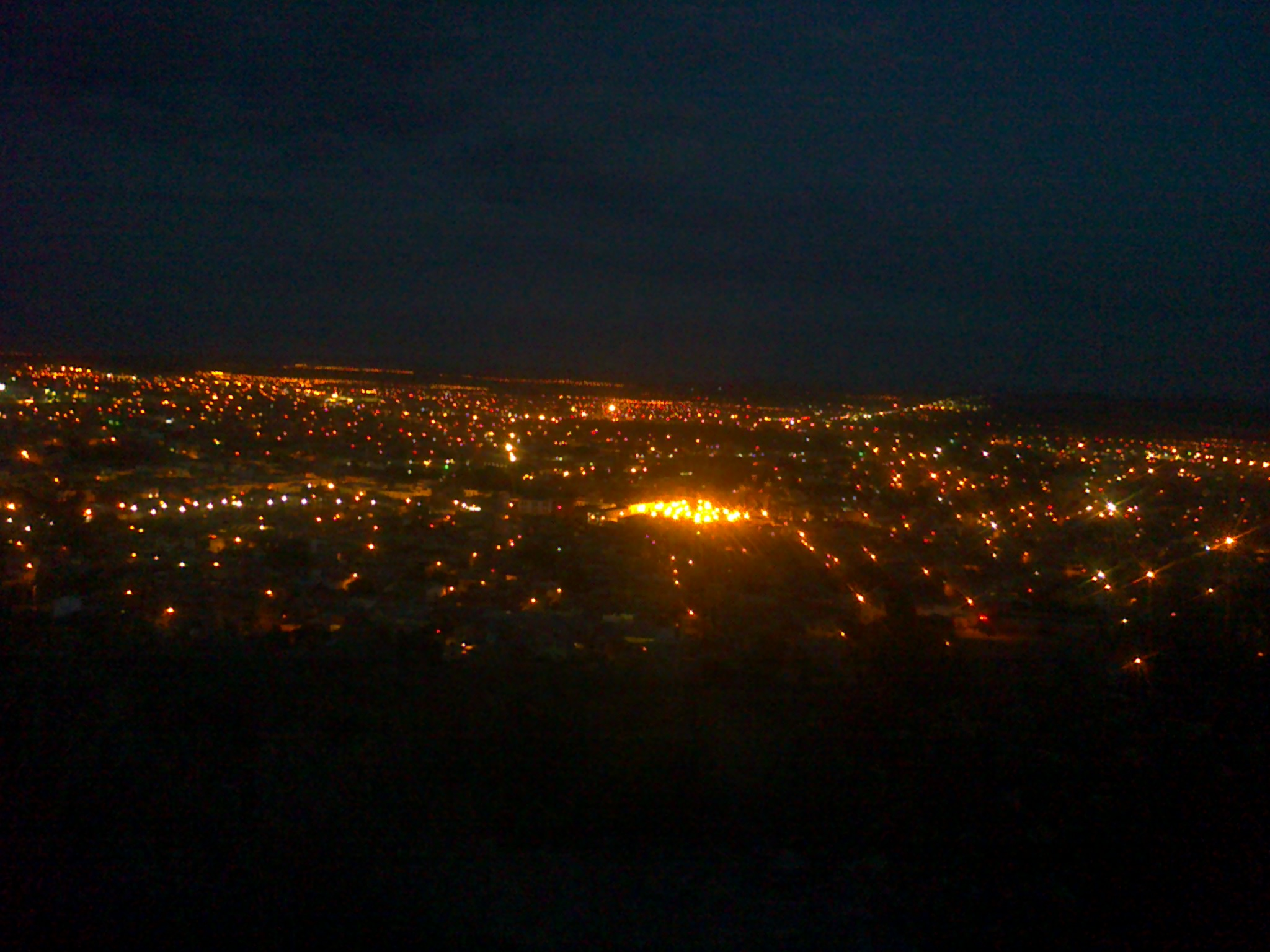
Vista de la ciudad por la noche
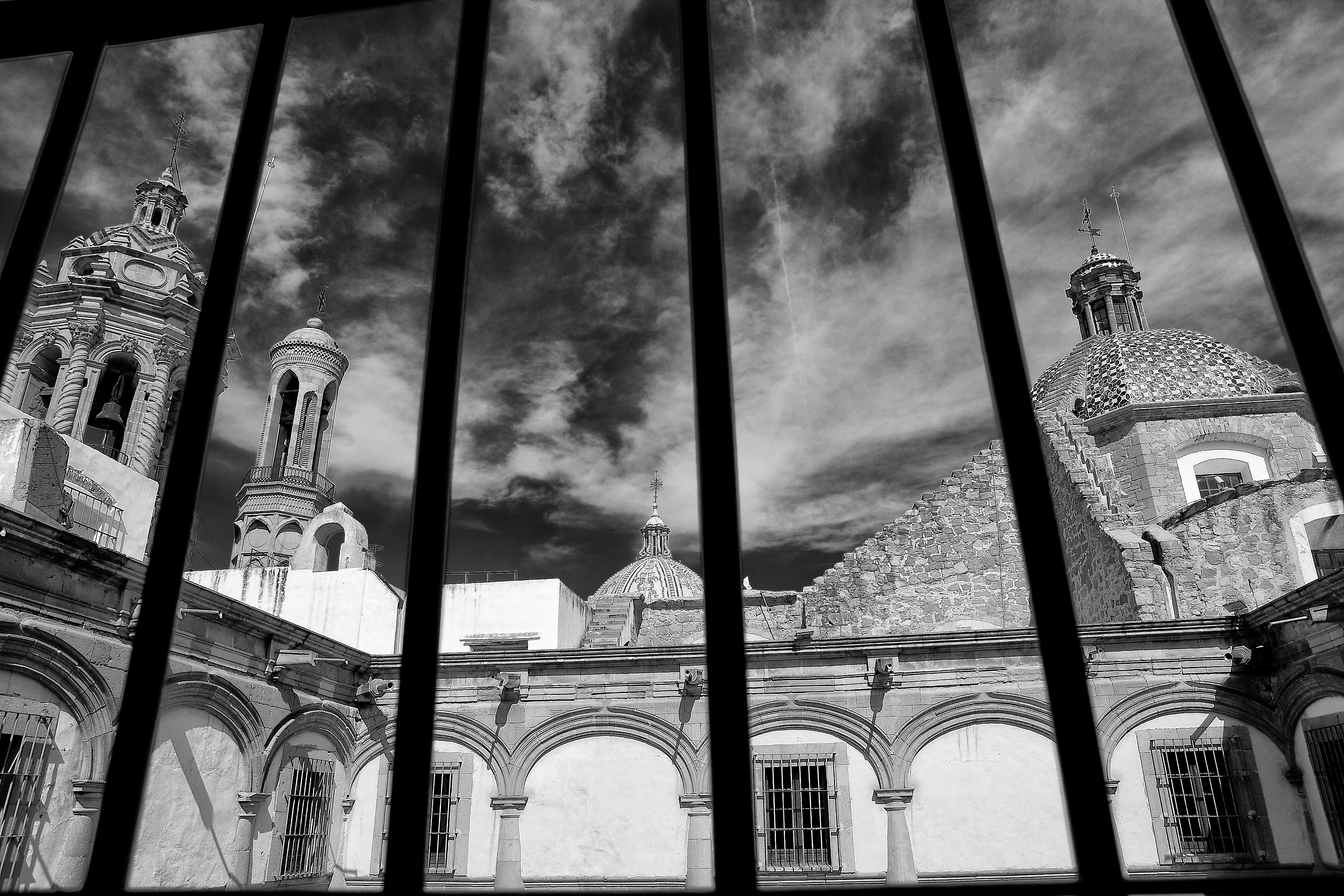
Templo y Convento de Guadalupe
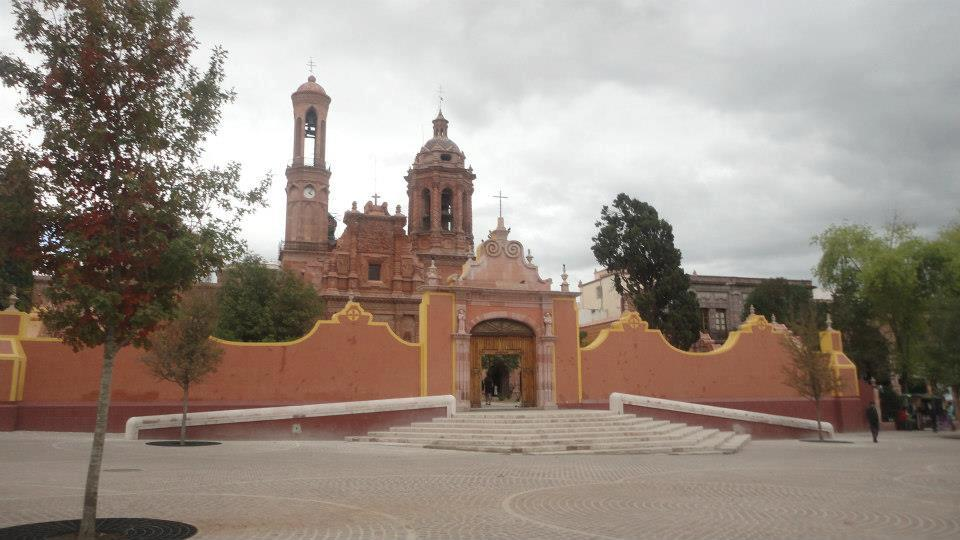
Jardín Juárez, Guadalupe, Zacatecas.
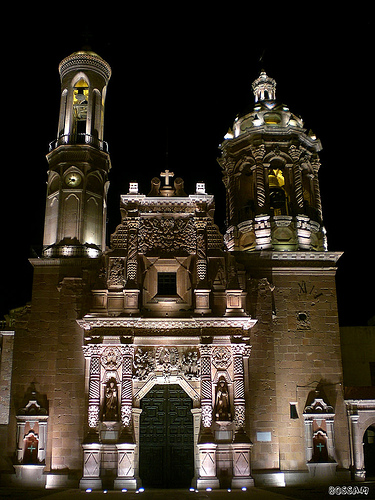
Vista nocturna de la fachada del Convento de Guadalupe
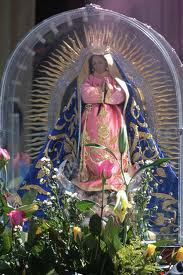
La Preladita, imagen religiosa muy importante en la ciudad
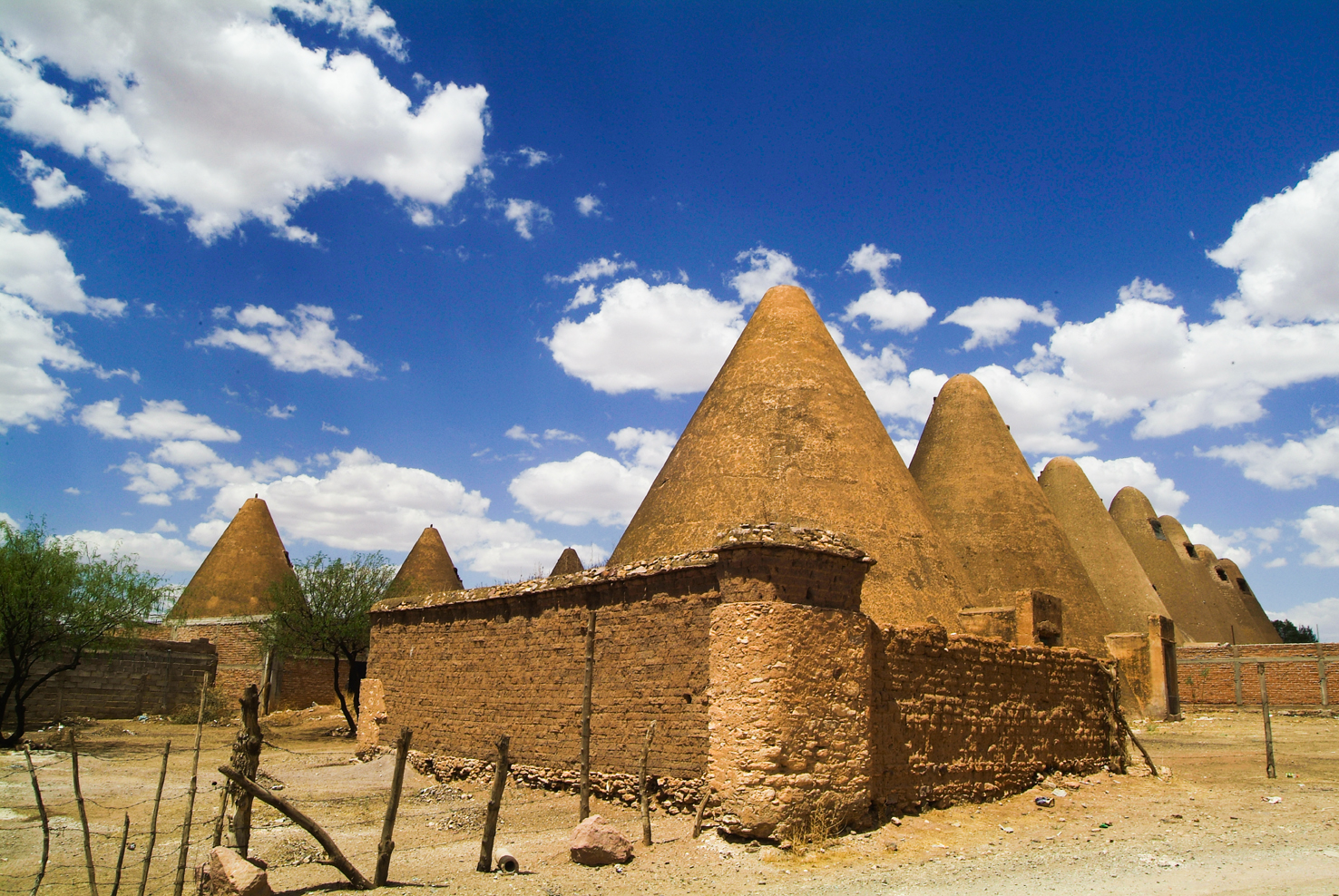
Conos de la comunidad de Tacoaleche.